# Cotoprix
Cotoprix es un corregimiento  perteneciente al distrito de Riohacha, en el departamento de La Guajira, al norte de Colombia. Se ubica a 40,38 km al sur de la zona urbana de Riohacha; tiene una población aproximada de 1000 habitantes. [cita requerida]
Se encuentra a 100 m s. n. m., se establece al margen de la bajiplanicie guajira, en cercanías de las faldas de la Sierra Nevada. La zona fue adaptada para la agricultura, que es su actividad económica principal, su población la constituyen principalmente afrocolombianos. 
Limita al norte con el corregimiento de Cerrillo, al este Villa Martín, al oeste Tomarrazón y Galán; y al sur con el municipio de Hatonuevo.

## Toponimia

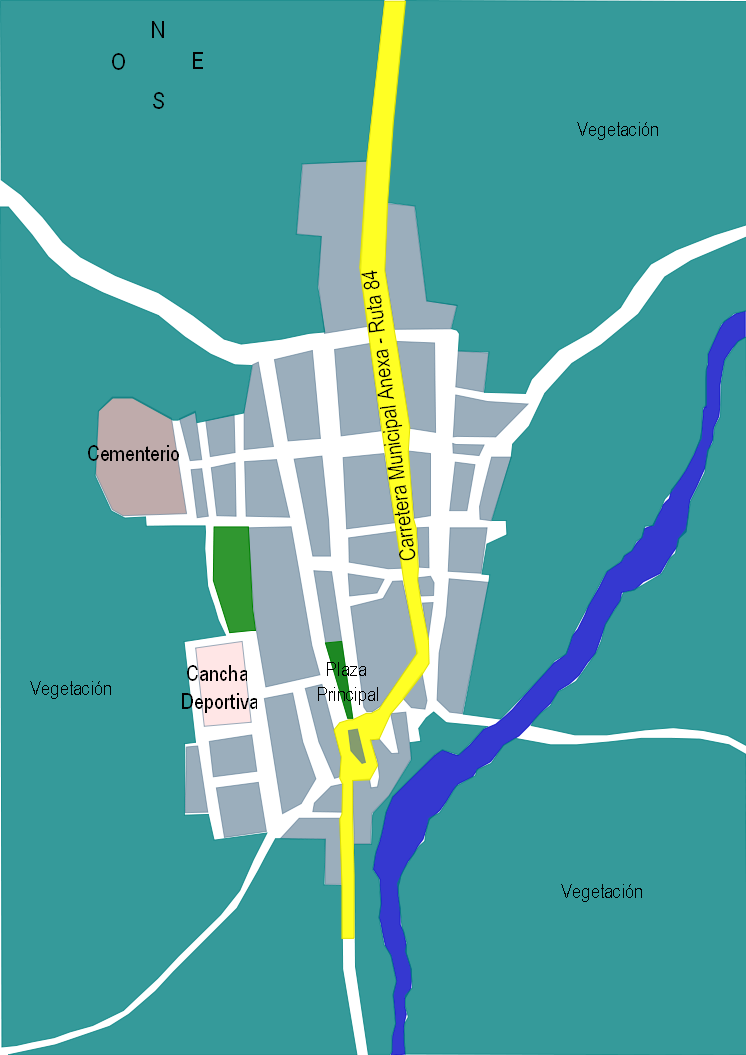
Comunidad Cotoprix

El nombre «Cotoprix» se debe al fruto del arbusto típico de la zona que en otros lugares se conoce como cotoperiz o cotoperí (Talisia oliviformis) que es parecido al mamón (Melicoccus bijugatus).

## Costumbres y festividades
El 24 de junio se celebra la fiesta religiosa de San Juan Bautista, patrón de este centro poblado. Así mismo, en el marco de esta festividad religiosa se realiza  el «Festival de la Alegría». En este se lleva a cabo un reinado, bailes populares, parrandas y diversos concursos.
Referente a sus tradiciones, la comunidad es protagonista de una leyenda: los nativos dicen que unos espíritus diminutos, a los que llaman «Animes» visitan sus casas, piden favores y exigen alimentos, pero no hay ninguna evidencia en la actualidad de ello. 

## Gastronomía
Es típica la yuca sama una especie de yuca de gran tamaño que desde décadas se cultiva en esa zona. Las almojábanas, queques y cuajaderas, yuca con queso, son delicias apetecidas por sus pobladores.

## Cómo llegar
La comunidad cuenta con una carretera municipal anexa que recorre un trayecto de 5 km hasta su intersección con la Vía departamental 84 en la comunidad de Cerrillo, desde este punto hasta Riohacha existe un recorrido de 29 km.

### Comunidades aledañas
Estas comunidades no superan los 500 habitantes.
- El Pedregal
- La Sierra
- Casa Roja
- Tamaquito
- Los marañones
- El Piñón
- Sabana del Potrero
- El Mamón
- La Flojera
- El Castellano
- Cueva Honda
- Arroyo Azul
- La Comilona
- La Flaquera
- La Sabana
- El Cielo
- El Suan
- Puche
- Nueva esperanza